# ميخائيل مور (سياسي)
ميخائيل مور (بالإنجليزية: Michael Moore) هو سياسي بريطاني، ولد في 3 يونيو 1965 في بلفاست في المملكة المتحدة. حزبياً، نشط في الديمقراطيون الليبراليون.

## مناصب
- في الانتخابات العامة في المملكة المتحدة 1997 [الإنجليزية]‏، انتخب عضو البرلمان الثاني والخمسون للمملكة المتحدة عن دائرة Tweeddale, Ettrick and Lauderdale (UK Parliament constituency) [الإنجليزية]‏ وقد انضم خلال فترته النيابية ‏ (1 مايو 1997 – 14 مايو 2001)  للكتلة البرلمانية الديمقراطيون الليبراليون.
- في الانتخابات العامة في المملكة المتحدة 2001، انتخب عضو برلمان المملكة المتحدة الـ53 عن دائرة Tweeddale, Ettrick and Lauderdale (UK Parliament constituency) [الإنجليزية]‏ وقد انضم خلال فترته النيابية ‏ (7 يونيو 2001 – 11 أبريل 2005)  للكتلة البرلمانية الديمقراطيون الليبراليون.
- في الانتخابات العامة في المملكة المتحدة 2005، انتخب عضو برلمان المملكة المتحدة الـ54 عن دائرة بيرويكشيري، روكسبورغ وسيلكيرك وقد انضم خلال فترته النيابية ‏ (5 مايو 2005 – 12 أبريل 2010)  للكتلة البرلمانية الديمقراطيون الليبراليون.
- في انتخابات المملكة المتحدة لعام 2010، انتخب عضو برلمان المملكة المتحدة الـ55 عن دائرة بيرويكشيري، روكسبورغ وسيلكيرك وقد انضم خلال فترته النيابية ‏ (6 مايو 2010 – 30 مارس 2015)  للكتلة البرلمانية الديمقراطيون الليبراليون.
- انتخب وزير الدولة لشؤون اسكتلندا [الإنجليزية]‏ (29 مايو 2010 – 7 أكتوبر 2013).

## وصلات خارجية
- الموقع الرسمي